# 踏庄乡
踏庄乡，是中华人民共和国湖南省衡陽市衡东县下辖的一个乡镇级行政单位。2015年11月18日，踏庄乡、珍珠乡和城关镇成建制合并设立洣水镇。

## 行政区划
踏庄乡下辖以下地区：
踏庄村、大托村、桐宵村、花园村、正坪村、仙南村、大塘村、丰垅村、丰林村、中森村、木林村、荆茗村、茗岗村、上朗村、中朗村和朗山村。